# Золотой орёл (кинопремия, 2005)
Национальная премия «Золотой орёл» за 2004 год — кинопремия, присужденная в 2005 году Национальной Академией кинематографических искусств и наук России с целью поддержания отечественного кинематографа, сохранения культурной самобытности и основ национального кинопроизводства, поощрения и пропаганды лучших произведений российского и зарубежного киноискусства.
Торжественная церемония вручения Национальной премии в области кинематографии «Золотой орёл» за 2004 год прошла 29 января 2005 года в Первом павильоне «Мосфильма». Лауреаты премии «Золотой орёл» за 2004 год были определены накануне проведения торжественной Церемонии прямым тайным голосованием членов и членов-корреспондентов Академии.

## Отбор номинантов
На соискание премии в 20 номинациях рассматривались:
- Отечественные кинофильмы [комм 1], впервые показанные в России в период с 1 ноября 2003 года по 31 октября 2004 года.
- Отечественные сериалы и телефильмы, первый показ которых был завершен в период с 1 сентября 2003 года по 31 августа 2004 года.
- Зарубежные кинофильмы, выпущенные в прокат на территории Российской Федерации в период с 1 ноября 2003 года по 31 октября 2004 года.

Для отбора номинантов был сформирован экспертный совет который рассмотрел игровые фильмы, а также неигровые фильмы, сериалы и телесериал, и предоставил рекомендательные списки. По данным спискам путём тайного голосования членами Академии были проведен отбор номинантов. Пять фильмов были выбраны в номинации «Лучший фильм» и по три номинанта в во всех остальных номинациях.
Накануне торжественной церемонии был проведен второй этап тайного голосования для определения победителя в каждой из номинаций. Также, по решению Президиума Академии, вручены специальная премии.

## Список номинантов и лауреатов
★ Победители выделены отдельным цветом. 
| Номинация                                                  | Лауреаты и номинанты                                                                                        | Лауреаты и номинанты                                                                                        | Лауреаты и номинанты                            |
| ---------------------------------------------------------- | --- | --- | ----------------------------------------------- |
| Лучший игровой фильм                                       | ★ «72 метра» продюсеры: Анатолий Максимов, Константин Эрнст, Леонид Верещагин; режиссёр: Владимир Хотиненко | ★ «72 метра» продюсеры: Анатолий Максимов, Константин Эрнст, Леонид Верещагин; режиссёр: Владимир Хотиненко |                                                 |
| Лучший игровой фильм                                       | • «Водитель для Веры» продюсеры: Игорь Толстунов, Александр Роднянский; режиссёр: Павел Чухрай              | |                                                 |
| Лучший игровой фильм                                       | • «Мой сводный брат Франкенштейн» продюсер: Леонид Ярмольник; режиссёр: Валерий Тодоровский                 | |                                                 |
| Лучший игровой фильм                                       | • «Папа» продюсеры: Игорь Толстунов, Владимир Машков; режиссёр: Владимир Машков                             | |                                                 |
| Лучший игровой фильм                                       | • «Свои» продюсеры: Виктор Глухов, Сергей Мелькумов, Елена Яцура; режиссёр: Дмитрий Месхиев                 | |                                                 |
| Лучший телефильм или мини-сериал (до 8 серий включительно) | ★ «Честь имею!..» режиссёры: Виктор Бутурлин, Борис Павлов-Сильванский                                      | ★ «Честь имею!..» режиссёры: Виктор Бутурлин, Борис Павлов-Сильванский                                      |                                                 |
| Лучший телефильм или мини-сериал (до 8 серий включительно) | • «Нумер в гостинице города NN» режиссёр: Валерий Фокин                                                     | |                                                 |
| Лучший телефильм или мини-сериал (до 8 серий включительно) | • «Француз» режиссёр: Вера Сторожева                                                                        | |                                                 |
| Лучший телевизионный сериал (более 8 серий)                | ★ «Участок» режиссёр: Александр Баранов                                                                     | ★ «Участок» режиссёр: Александр Баранов                                                                     |                                                 |
| Лучший телевизионный сериал (более 8 серий)                | • «Бедная Настя» режиссёры: Александр Смирнов, Екатерина Двигубская, Петр Штейн                             | |                                                 |
| Лучший телевизионный сериал (более 8 серий)                | • «Каменская 3» режиссёр: Юрий Мороз                                                                        | |                                                 |
| Лучший неигровой фильм                                     | ★ «Михаил Булгаков на Кавказе» режиссёр: Георгий Натансон                                                   | ★ «Михаил Булгаков на Кавказе» режиссёр: Георгий Натансон                                                   |                                                 |
| Лучший неигровой фильм                                     | • «Страсти по Марине» режиссёр: Андрей Осипов                                                               | |                                                 |
| Лучший неигровой фильм                                     | • «Я умер в детстве» режиссёр: Георгий Параджанов                                                           | |                                                 |
| Лучший анимационный фильм                                  | ★ «Щелкунчик и мышиный король» режиссёры: Наталья Мальгина, Татьяна Ильина                                  | ★ «Щелкунчик и мышиный король» режиссёры: Наталья Мальгина, Татьяна Ильина                                  |                                                 |
| Лучший анимационный фильм                                  | • «Как тигрёнок искал полоски» режиссёры: Олег Кузнецов, Ирина Ракитина                                     | |                                                 |
| Лучший анимационный фильм                                  | • «Про мышонка» режиссёр: Мария Муат                                                                        | |                                                 |
| Лучшая режиссёрская работа                                 | | ★ Валерий Тодоровский за фильм «Мой сводный брат Франкенштейн»                                              |                                                 |
| Лучшая режиссёрская работа                                 | • Павел Чухрай за фильм «Водитель для Веры»                                                                 | |                                                 |
| Лучшая режиссёрская работа                                 | • Дмитрий Месхиев за фильм «Свои»                                                                           | |                                                 |
| Лучший сценарий                                            | | ★ Валентин Черных за фильм «Свои»                                                                           |                                                 |
| Лучший сценарий                                            | • Одельша Агишев за фильм «Влюблённые. Фильм второй»                                                        | |                                                 |
| Лучший сценарий                                            | • Геннадий Островский за фильм «Мой сводный брат Франкенштейн»                                              | |                                                 |
| Лучшая женская роль в кино                                 | | ★ Алёна Бабенко за роль Веры Серовой в фильме «Водитель для Веры»                                           |                                                 |
| Лучшая женская роль в кино                                 | • Анна Михалкова за роль Катерины в фильме «Свои»                                                           | |                                                 |
| Лучшая женская роль в кино                                 | • Наталья Суркова за роль Анны в фильме «Свои»                                                              | |                                                 |
| Лучшая женская роль на телевидении                         | | ★ Валентина Талызина за роль Розы Сергеевны в телесериале «Линии судьбы»                                    |                                                 |
| Лучшая женская роль на телевидении                         | • Ольга Будина за роль Ольга Хващинской в телесериале «Баязет»                                              | |                                                 |
| Лучшая женская роль на телевидении                         | • Ирина Розанова за роль Гали в телесериале «Господа офицеры»                                               | |                                                 |
| Лучшая мужская роль в кино                                 | | ★ Сергей Гармаш за роль чекиста в фильме «Свои»                                                             |                                                 |
| Лучшая мужская роль в кино                                 | • Владимир Машков за роль Абрама Шварца в фильме «Папа»                                                     | |                                                 |
| Лучшая мужская роль в кино                                 | • Богдан Ступка за роль старика в фильме «Свои»                                                             | |                                                 |
| Лучшая мужская роль на телевидении                         | | ★ Сергей Безруков за роль Павла Кравцова в сериале «Участок»                                                |                                                 |
| Лучшая мужская роль на телевидении                         | • Алексей Серебряков за роль Кавалергарда Карабанова в сериале «Баязет»                                     | |                                                 |
| Лучшая мужская роль на телевидении                         | • Евгений Сидихин за роль в сериале «Таксист»                                                               | |                                                 |
| Лучшая женская роль второго плана                          | | ★ Елена Яковлева за роль Риты в фильме «Мой сводный брат Франкенштейн»                                      |                                                 |
| Лучшая женская роль второго плана                          | • Римма Маркова за роль Дарьи Шульц в фильме «Ночной дозор»                                                 | |                                                 |
| Лучшая женская роль второго плана                          | • Ирина Купченко за роль Зинаиды Антоновны в фильме «Ночь светла»                                           | |                                                 |
| Лучшая мужская роль второго плана                          | | ★ Богдан Ступка за роль генерала Серова в фильме «Водитель для Веры»                                        |                                                 |
| Лучшая мужская роль второго плана                          | • Сергей Гармаш за роль старшего мичмана Николая Крауза в фильме «72 метра»                                 | |                                                 |
| Лучшая мужская роль второго плана                          | • Андрей Панин за роль капитана Савельева в фильме «Водитель для Веры»                                      | |                                                 |
| Лучшая операторская работа                                 | | ★ Сергей Мачильский за фильм «Свои»                                                                         | ★ Сергей Мачильский за фильм «Свои»             |
| Лучшая операторская работа                                 | • Илья Дёмин за фильм «72 метра»                                                                            | |                                                 |
| Лучшая операторская работа                                 | • Сергей Трофимов за фильм «Ночной дозор»                                                                   | |                                                 |
| Лучшая работа художника-постановщика                       | | ★ Владимир Аронин за фильм «Папа»                                                                           | ★ Владимир Аронин за фильм «Папа»               |
| Лучшая работа художника-постановщика                       | • Валерий Викторов, Мухтар Мирзакеев за фильм «Ночной дозор»                                                | |                                                 |
| Лучшая работа художника-постановщика                       | • Григорий Пушкин за фильм «Свои»                                                                           | |                                                 |
| Лучшая работа художника по костюмам                        | ★ Наталья Монева за фильм «Смерть Таирова»                                                                  | ★ Наталья Монева за фильм «Смерть Таирова»                                                                  |                                                 |
| Лучшая работа художника по костюмам                        | • Регина Хомская за фильм «Папа»                                                                            | |                                                 |
| Лучшая работа художника по костюмам                        | • Александра Весельчакова за фильм «Свои»                                                                   | |                                                 |
| Лучшая музыка к фильму                                     | | ★ Эннио Морриконе за музыку к фильму «72 метра»                                                             | ★ Эннио Морриконе за музыку к фильму «72 метра» |
| Лучшая музыка к фильму                                     | • Эдуард Артемьев за музыку к фильму «Водитель для Веры»                                                    | |                                                 |
| Лучшая музыка к фильму                                     | • Алексей Айги за музыку к фильму «Мой сводный брат Франкенштейн»                                           | |                                                 |
| Лучшая работа звукорежиссёра                               | ★ Сергей Карпенко, Павел Дореули, Энди Д’Аддарио за фильм «Ночной дозор»                                    | ★ Сергей Карпенко, Павел Дореули, Энди Д’Аддарио за фильм «Ночной дозор»                                    |                                                 |
| Лучшая работа звукорежиссёра                               | • Константин Зарин за фильм «Свои»                                                                          | |                                                 |
| Лучшая работа звукорежиссёра                               | • Екатерина Попова-Эванс за фильм «Папа»                                                                    | |                                                 |
| Лучший зарубежный фильм в российском прокате               | ★ «Страсти Христовы» (The Passion of the Christ) · режиссёр: Мэл Гибсон США                                 | ★ «Страсти Христовы» (The Passion of the Christ) · режиссёр: Мэл Гибсон США                                 |                                                 |
| Лучший зарубежный фильм в российском прокате               | • «Жизнь как чудо» (Život je čudo) · режиссёр: Эмир Кустурица Сербия и Черногория Франция Италия            | |                                                 |
| Лучший зарубежный фильм в российском прокате               | • «Трудности перевода» (Lost in Translation) · режиссёр: София Коппола · США Япония                         | |                                                 |
| Специальные премии «Золотой орёл»                          | | ★ актёр Евгений Самойлов За беззаветную преданность искусству                                               |                                                 |
| Специальные премии «Золотой орёл»                          | ★ режиссёр, сценарист, продюсер Фрэнсис Форд Коппола За выдающийся вклад в киноискусство                    | |                                                 |

## Комментарий
1. ↑  Под «отечественным фильмом» понимается фильм, удоволетворяющий требованиям федерального закона от 22.08.1996 № 123-ФЗ «О государственной поддержке кинематографии Российской Федерации» и «Положению о национальном фильме» Министерства культуры Российской Федерации[1].